# Quarta Edat
La Quarta Edat o Quarta edat del sol (sovint abreujat Q.E.) és un període fictici del legendarium de l'escriptor de literatura fantàstica J.R.R. Tolkien.
El 29 de setembre de 3021 T.E. salpa cap a Àman el vaixell en què viatjaven els Guardians dels Tres Anells Èlfics, juntament amb Bilbo Saquet i Frodo Saquet, i oficialment és el final de la Tercera Edat. La Quarta Edat, que és aleshores que comença, és l'era del domini dels homes.
Durant la Quarta Edat marxa gran part dels elfs que encara habitaven a la Terra Mitjana, car llur temps s'havia acabat. D'altra banda, els altres "pobles parlants" també entren en decadència i van amagant-se (com és el cas dels nans i els hòbbits).

## Esdeveniments principals
Els esdeveniments més importants del començament d'aquesta Quarta Edat són els següents:
- L'any 6 Q.E. (any 1427 segons el còmput de La Comarca) en Sam és escollit Alcalde de La Comarca, mentre que el Rei Àragorn promulga un edicte segons el qual es prohibeix els homes entrar a La Comarca, que es converteix en un país lliure sota la seva protecció.
- L'any 11 Q.E. en Merry es converteix en Senyor dels Gams i dos anys més tard en Pippin esdevé Thain. Aquest any el Rei Àragorn converteix l'Alcalde de La Comarca, el Senyor dels Gams i el Thain en Consellers del Regne Septentrional.
- L'any 15 Q.E. el Rei Àragorn i la Reina Arwen es troben amb llurs amics al pont del Baranduin, ocasió en què concedeixen a en Sam l'Estel dels Dúnedain.
- L'any 31 Q.E. el Rei Àragorn regala a La Comarca la Frontera de l'Oest, i molts hòbbits s'hi instal·len.
- L'any 48 Q.E. en Sam és designat Alcalde per setena i última vegada, càrrec que ocupa fins a l'any 65, amb 96 anys.
- L'any 60 Q.E. mor la Rosa, la dona d'en Sam, per això en Sam es dirigeix als Turons de les Torres on veu la seva filla Elànor per últim cop i li dona el Llibre Vermell que queda en mans dels Belinfant de les Torres, els seus descendents. Després d'acomiadar-se de la seva filla en Sam partí cap a les Rades Grises, des d'on hom diu que partí cap a Àman, com a últim dels Portadors de l'Anell. Dos anys més tard en Merry i en Pippin abandonaren també La Comarca i es dirigiren primer a Èdoras on en Merry estigué amb el Rei Éomer (qui l'havia convocat) fins a la seva mort. Després marxaren a Góndor a viure-hi els últims anys. Foren enterrats a Rath Dínen, juntament amb els Grans de Góndor.
- Sota el regnat del Rei Àragorn hi hagué un llarg temps de pau a la Terra Mitjana fins que el Senyor de Rhûn tornà a declarar la guerra a Góndor. Després de molts anys de dures batalles les fronteres de Gòndor avançaren i el regne arribà a ocupar les terres de l'est i el port d'Úmbar.
- L'1 de març del 120 Q.E. el Rei Àragorn trià la mort, com ho feien els reis d'antuvi, i fou succeït en el tron pel seu fill Eldàrion. Aleshores en Légolas fabricà un vaixell gris a Ithílien i, amb el seu amic en Guimli, navegà per l'Ànduin fins a arribar a la mar. Amb la partida d'aquest navili finí la Germandat de l'Anell. N'Arwen marxà a Lothlórien i trobà el Destí dels Homes l'any 121 al turó de Cerin Amroth.
- Es menciona, a més a més, que un tal Baràhir, net del Senescal Fàramir, acabà d'escriure la Història d'Àragorn i Arwen poc després de la mort del Rei.